# Pielgrzym (skała)

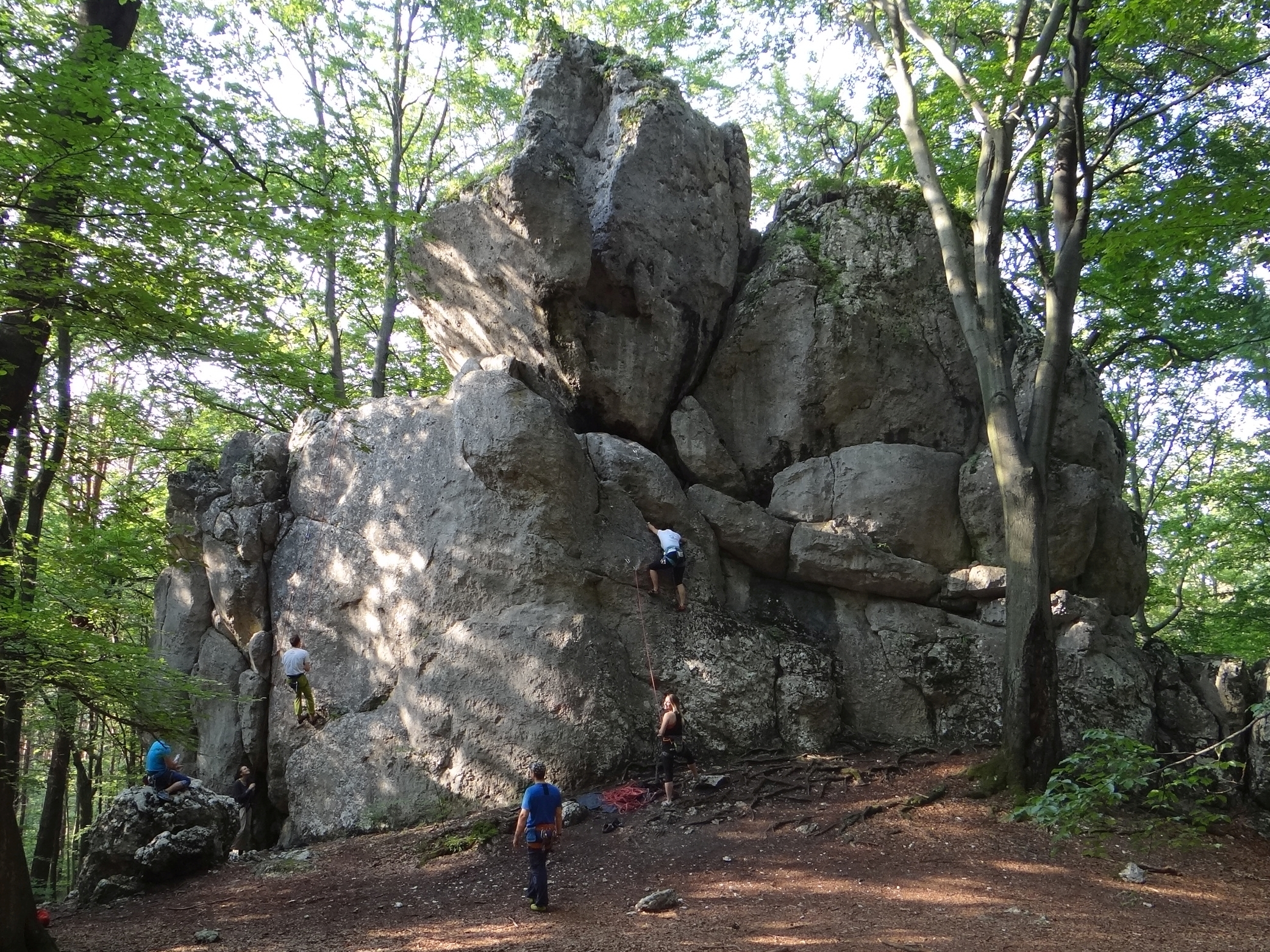

Pielgrzym – skała w Górach Sokolich między Olsztynem a Biskupicami w województwie śląskim, w powiecie częstochowskim, w gminie Olsztyn. Znajduje się na grzbiecie Sokolej Góry na Wyżynie Mirowsko-Olsztyńskiej będącej częścią Jury Krakowsko-Częstochowskiej. 
Pielgrzym znajduje się w lesie, w obrębie rezerwatu przyrody Sokole Góry. Jest najbardziej na północny zachód wysuniętą wybitną skałą Gór Sokolich. Zbudowany jest z wapieni, ma  połogie, pionowe lub przewieszone ściany o wysokości 11–16 m. 
Na skale dopuszczalna jest wspinaczka skalna (załączniki do Zarządzenia Regionalnego Dyrektora Ochrony Środowiska w Katowicach zawierają szkice skał z przebiegiem dróg wspinaczkowych). Wspinacze poprowadzili na nim 24 drogi wspinaczkowe o trudności III– VI.4 w skali Kurtyki. Dzielą je na trzy grupy:
- Pielgrzym I: 6 dróg, IV – VI.1+, wszystkie posiadają asekurację w postaci 1-4 ringów i repów,
- Pielgrzym II: 10 dróg, VI.1 – VI.3+, większość z asekuracją (3-5 ringów, rzepy),
- Pielgrzym III: 8 dróg, III-VI.2, 3 z asekuracją (4-6 ringów, rzepy)[4].

W skale występują takie formacje skalne jak: filar, komin, zacięcie. Drogi wspinaczkowe o wystawie zachodniej, południowo-wschodniej i południowej.

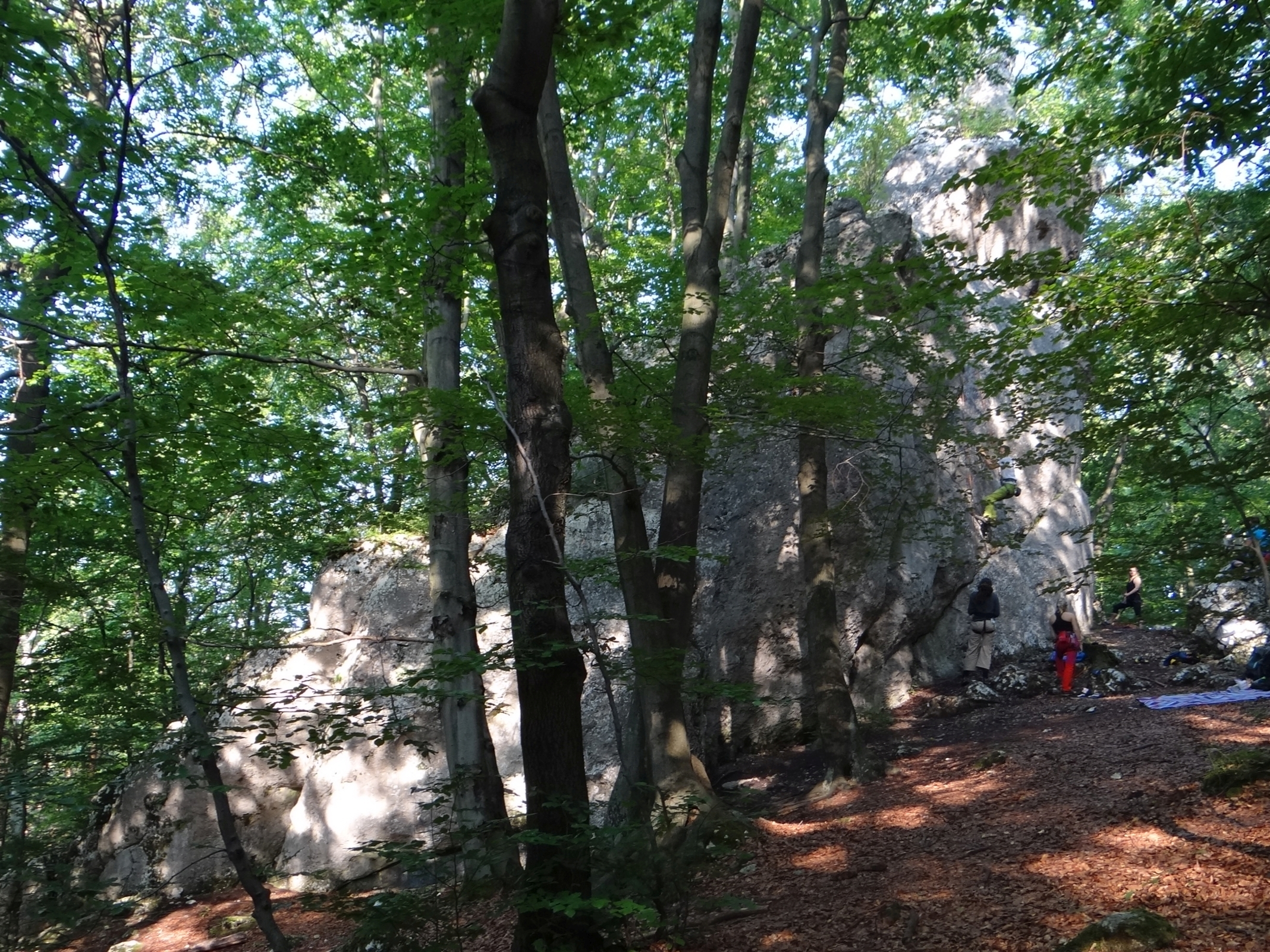